# Serie A2 2010-2011 (calcio a 5)
Il campionato di Serie A2 2010-2011 è iniziato ufficialmente il 2 ottobre 2010, in concomitanza con l'avvio della massima serie. La stagione regolare è terminata il 2 aprile 2011. Il meccanismo di promozioni e retrocessioni è stato lo stesso delle stagioni precedenti: la prima classificata di ogni girone è stata promossa direttamente, mentre le classificate dalla seconda alla quinta posizione di ogni girone si sono affrontate per decretare due finaliste, che si sono sfidate nella finale di andata e ritorno che ha decretato la terza squadra promossa in Serie A.
In quanto i due gironi si presentavano rispettivamente con 13 e 14 squadre, i meccanismi di retrocessione sono diversi per ogni girone: nel girone A, sono retrocesse direttamente la dodicesima e la tredicesima classificata, mentre decima e undicesima si sono sfidate in gara di andata e ritorno per decretare la terza retrocessa del girone. Nel girone B invece, retrocedono dodicesima, tredicesima e quattordicesima, mentre quint'ultima e quart'ultima classificata si sono affrontate in gare di andata e ritorno per decretare la quarta retrocessa in Serie B. I calendari dei due gironi sono stati compilati e comunicati dalla Divisione Calcio a 5 il 6 agosto 2011.

## Squadre partecipanti
Dopo che è scaduto il termine ultimo per le iscrizioni al campionato (il 12 luglio), sono cinque i club che non si sono iscritti ufficialmente: tra questi, il Futsal Carmenta e Vicenza che ripartono dalla C1; per i vicentini la scelta di non iscriversi, è una decisione clamorosa ed impensabile. Rinuncia anche l'Arzignano, che ha annunciato ufficialmente la sua ripartenza dalla serie C1 regionale. Analogo discorso infine per il Magione ed il Polizia Penitenziaria Maran: per ambedue le società umbre, problemi economici in grado d'impedire l'iscrizione al torneo, dopo gli ultimi splendidi campionati, coronati rispettivamente col sesto e settimo posto finale, ad un passo dalla conquista dei play-off. A queste, si aggiunge la rinuncia ufficiale del Napoli, lo scorso anno in Serie A: dopo una prima parziale bocciatura decisa dalla Covisod, organo di controllo dei bilanci delle società, non presenta una completa documentazione valida per la sua iscrizione, e rinuncia di fatto a partecipare al campionato. Viene invece ammesso l'ISEF Poggiomarino che era stato bocciato in prima battuta, avendo presentato solo parziale documentazione ma, nel ricorso presentato lo scorso 26 luglio ha provveduto ad adempiere i restanti obblighi che non erano stati attuati in precedenza. I sei posti rimasti vacanti sono stati colmati dai ripescaggi di Domus-Chia, Regalbuto e Azzurri Conversano, retrocesse la stagione precedente, nonché Acireale, Terni e Olimpiadi Bisceglie

## Girone A

### Classifica[10]
|                                           | Pos. | Squadra           | Pt | G  | V  | N | P  | GF  | GS  | DR  |
| ----------------------------------------- | ---- | ----------------- | -- | -- | -- | - | -- | --- | --- | --- |
| Vincitrice della Coppa Italia di Serie A2 | 1.   | Venezia           | 54 | 24 | 17 | 3 | 4  | 120 | 74  | +46 |
|                                           | 2.   | Belluno           | 50 | 24 | 14 | 8 | 2  | 104 | 57  | +47 |
|                                           | 3.   | Real Rieti        | 45 | 24 | 13 | 6 | 5  | 110 | 68  | +42 |
|                                           | 4.   | Gruppo Fassina    | 45 | 24 | 12 | 9 | 3  | 90  | 48  | +42 |
|                                           | 5.   | Verona            | 41 | 24 | 12 | 5 | 7  | 58  | 48  | +10 |
|                                           | 6.   | Pesaro            | 34 | 24 | 9  | 7 | 8  | 93  | 79  | +14 |
|                                           | 7.   | Terni             | 32 | 24 | 9  | 5 | 10 | 58  | 62  | -4  |
|                                           | 8.   | Brillante Roma    | 31 | 24 | 9  | 4 | 11 | 79  | 87  | -8  |
|                                           | 9.   | Samb              | 30 | 24 | 8  | 6 | 10 | 67  | 76  | -9  |
|                                           | 10.  | Aosta             | 26 | 24 | 7  | 5 | 12 | 43  | 72  | -29 |
|                                           | 11.  | CUS Chieti        | 19 | 24 | 4  | 7 | 13 | 53  | 80  | -27 |
|                                           | 12.  | Adriatica Pescara | 14 | 24 | 2  | 8 | 14 | 56  | 93  | -37 |
|                                           | 13.  | Domus Chia        | 9  | 24 | 2  | 3 | 19 | 44  | 131 | -87 |

### Verdetti[12]
- Venezia e, dopo i play-off, Real Rieti promosse in Serie A 2011-12.
- Adriatica Pescara, Domus Chia e, dopo i play-out, Aosta retrocessi Serie B 2011-12.
- Terni non iscritto al campionato di Serie A2 2011-12.

## Girone B

### Classifica[13]
|  | Pos. | Squadra            | Pt | G  | V  | N | P  | GF  | GS  | DR   |
|  | ---- | ------------------ | -- | -- | -- | - | -- | --- | --- | ---- |
|  | 1.   | Fiumicino          | 56 | 26 | 17 | 5 | 4  | 108 | 68  | +40  |
|  | 2.   | Cogianco           | 53 | 26 | 15 | 8 | 3  | 104 | 51  | +53  |
|  | 3.   | Biancazzurro       | 50 | 26 | 16 | 2 | 8  | 106 | 85  | +21  |
|  | 4.   | Modugno            | 46 | 26 | 13 | 7 | 6  | 107 | 73  | +34  |
|  | 5.   | Regalbuto          | 44 | 26 | 13 | 5 | 8  | 121 | 77  | +43  |
|  | 6.   | CSG Putignano      | 42 | 26 | 12 | 6 | 8  | 85  | 71  | +14  |
|  | 7.   | Acireale           | 40 | 26 | 12 | 4 | 10 | 101 | 86  | +15  |
|  | 8.   | Marigl. Marcian.   | 37 | 26 | 10 | 7 | 9  | 106 | 83  | +23  |
|  | 9.   | ISEF Poggiomarino  | 37 | 26 | 10 | 7 | 9  | 113 | 90  | +23  |
|  | 10.  | Gragnano           | 34 | 26 | 10 | 4 | 12 | 87  | 82  | +5   |
|  | 11.  | Reggio VV          | 33 | 26 | 9  | 6 | 11 | 75  | 70  | +5   |
|  | 12.  | Città del Golfo    | 17 | 26 | 4  | 5 | 17 | 58  | 112 | -54  |
|  | 13.  | Olimpiadi          | 16 | 26 | 5  | 1 | 20 | 49  | 129 | -80  |
|  | 14.  | Azzurri Conversano | 6  | 26 | 1  | 3 | 22 | 36  | 179 | -143 |

### Verdetti[12]
- Fiumicino promosso in Serie A 2011-12.
- Azzurri Conversano, Olimpiadi Bisceglie e, dopo i play-out, Reggio Vibo Valentia retrocessi in Serie B 2011-12.
- Città del Golfo retrocesso ma ripescato a completamento d'organico.
- Gragnano non iscritto al campionato di Serie A2 2011-12.

## Classifica marcatori[14]

### Girone A
| Gol |  |  | Giocatore            | Squadra                       |
| --- |  |  | -------------------- | ----------------------------- |
| 32  |  |  | Rodrigo Teixeira     | Real Rieti                    |
| 31  |  |  | Tiago Goldoni        | Brillante Roma                |
| 30  |  |  | Eduardo Napolitano   | Gruppo Fassina                |
| 27  |  |  | Everton Setim        | Gruppo Fassina                |
| 26  |  |  | Cantagalo            | Venezia                       |
| 25  |  |  | Papú                 | Belluno                       |
| 23  |  |  | Fabiano Di Muzio     | CUS Chieti                    |
| 23  |  |  | Everton Sartori      | Pesaro                        |
| 22  |  |  | Márcio Zanchetta     | Real Rieti                    |
| 21  |  |  | David Canonica       | Venezia                       |
| 21  |  |  | Maximiliano Rescia   | Samb                          |
| 20  |  |  | Chimanguinho         | Venezia                       |
| 19  |  |  | César Adornato       | Real Rieti                    |
| 18  |  |  | Rafael Tomadon       | Real Rieti (11) Regalbuto (7) |
| 18  |  |  | Santiago Blankleider | Samb                          |

### Girone B
| Gol |  |  | Giocatore               | Squadra           |
| --- |  |  | ----------------------- | ----------------- |
| 38  |  |  | Thiago Grippi           | Regalbuto         |
| 32  |  |  | Gabriel Santin          | Regalbuto         |
| 29  |  |  | Leandro Almir           | Biancazzurro      |
| 28  |  |  | Bruno Cabral            | Biancazzurro      |
| 27  |  |  | Manoel Crema            | ISEF Poggiomarino |
| 26  |  |  | Luiz Paulo Caetano      | Modugno           |
| 25  |  |  | Nilson                  | Acireale          |
| 25  |  |  | Júlio Romanini          | Fiumicino         |
| 23  |  |  | Tadeu Sartori           | CSG Putignano     |
| 21  |  |  | Orlando Bidinotti       | Acireale          |
| 21  |  |  | Francesco Gigliofiorito | Marigl. Marcian.  |
| 20  |  |  | Alemão                  | Cogianco          |
| 20  |  |  | Mario Machado           | Gragnano          |
| 19  |  |  | Marcus Delpizzo         | Modugno           |
| 18  |  |  | Marco Torcivia          | Acireale          |
| 18  |  |  | Roberto Zanchin         | Modugno           |

## Play-off

### Formula
Si qualificano al turno successivo le squadre che, al termine delle due gare, avranno ottenuto il maggior punteggio o, a parità di punteggio, quelle che avranno realizzato il maggior numero di reti. In caso di ulteriore parità saranno disputati due tempi supplementari da 5' ciascuno, al termine dei quali, se perdurasse ancora la parità, sarà ritenuta vincente la squadra con la migliore posizione in classifica al termine della stagione regolare.

### Tabellone
|  | Quarti di finale | Quarti di finale | Quarti di finale | Quarti di finale | Quarti di finale |  |  | Semifinali | Semifinali | Semifinali | Semifinali | Semifinali |   |   | Finale     | Finale     | Finale | Finale | Finale |  |
|  |                  |                  |                  |                  |                  |  |  |            |            |            |            |            |   |   |            |            |        |        |        |  |
|  | 5                | Verona           | 4                | 4                | 8                |  |  |            |            |            |            |            |   |   |            |            |        |        |        |  |
|  | 2                | Belluno          | 4                | 2                | 6                |  |  | Verona     | Verona     | 0          | 2          | 2          |   |   |            |            |        |        |        |  |
|  | 4                | Gruppo Fassina   | 1                | 1                | 2                |  |  | Real Rieti | Real Rieti | 3          | 6          | 9          |   |   |            |            |        |        |        |  |
|  | 3                | Real Rieti       | 0                | 4                | 4                |  |  |            |            |            |            |            |   |   | Real Rieti | Real Rieti | 8      | 2      | 10     |  |
|  | 5                | Regalbuto        | 1                | 0                | 1                |  |  |            |            | Cogianco   | Cogianco   | 4          | 1 | 5 |            |            |        |        |        |  |
|  | 2                | Cogianco         | 1                | 2                | 3                |  |  | Cogianco   | Cogianco   | 4          | 7          | 11         |   |   |            |            |        |        |        |  |
|  | 4                | Modugno          | 9                | 1                | 10               |  |  | Modugno    | Modugno    | 4          | 4          | 8          |   |   |            |            |        |        |        |  |
|  | 3                | Biancazzurro     | 3                | 1                | 4                |  |  |            |            |            |            |            |   |   |            |            |        |        |        |  |

### 1º turno

#### Andata
|                | Risultati |              | Luogo e data                    |  |
| -------------- | --------- | ------------ | ------------------------------- |  |
| Verona         | 4-4 (1-2) | Belluno      | Verona, 16 aprile 2011          |  |
| Gruppo Fassina | 1-0 (0-0) | Real Rieti   | Mareno di Piave, 16 aprile 2011 |  |
| Regalbuto      | 1-1 (1-0) | Cogianco     | Regalbuto, 16 aprile 2011       |  |
| Modugno        | 9-3 (3-0) | Biancazzurro | Modugno, 16 aprile 2011         |  |

#### Ritorno
|              | Risultati |                | Luogo e data            |  |
| ------------ | --------- | -------------- | ----------------------- |  |
| Belluno      | 2-4 (2-0) | Verona         | Belluno, 23 aprile 2011 |  |
| Real Rieti   | 4-1 (2-1) | Gruppo Fassina | Rieti, 23 aprile 2011   |  |
| Cogianco     | 2-0 (2-0) | Regalbuto      | Genzano, 23 aprile 2011 |  |
| Biancazzurro | 1-1 (1-0) | Modugno        | Fasano, 21 aprile 2011  |  |

### 2º turno

#### Andata
|         | Risultati |            | Luogo e data            |  |
| ------- | --------- | ---------- | ----------------------- |  |
| Verona  | 0-3 (0-2) | Real Rieti | Verona, 30 aprile 2011  |  |
| Modugno | 4-4 (2-4) | Cogianco   | Modugno, 30 aprile 2011 |  |

#### Ritorno
|            | Risultati                |         | Luogo e data           |  |
| ---------- | ------------------------ | ------- | ---------------------- |  |
| Real Rieti | 6-2 (1-1)                | Verona  | Rieti, 7 maggio 2011   |  |
| Cogianco   | 7-4 d.t.s. (0-1,3-3,5-3) | Modugno | Genzano, 7 maggio 2011 |  |

### 3º turno

#### Andata
|            | Risultati |          | Luogo e data          |  |
| ---------- | --------- | -------- | --------------------- |  |
| Real Rieti | 8-4 (4-2) | Cogianco | Rieti, 14 maggio 2011 |  |

#### Ritorno
|          | Risultati |            | Luogo e data            |  |
| -------- | --------- | ---------- | ----------------------- |  |
| Cogianco | 1-2 (1-0) | Real Rieti | Genzano, 21 maggio 2011 |  |

## Play-out

### Girone A
|            | Risultati |            | Data           |  |
| ---------- | --------- | ---------- | -------------- |  |
| CUS Chieti | 4-2 (2-0) | Aosta      | 16 aprile 2011 |  |
| Aosta      | 2-2 (1-1) | CUS Chieti | 23 aprile 2011 |  |

### Girone B
|           | Risultati          |           | Data           |  |
| --------- | ------------------ | --------- | -------------- |  |
| Reggio VV | 2-0 (0-0)          | Gragnano  | 16 aprile 2011 |  |
| Gragnano  | 4-0 (1-0) (d.t.s.) | Reggio VV | 23 aprile 2011 |  |